# 129 Antigona
129 Antigona (mednarodno ime 129 Antigone, starogrško Ἀντιγόνη, latinizirano: Antigóne) je asteroid tipa M v glavnem asteroidnem pasu.

## Odkritje
Asteroid je 5. februarja 1873 odkril Christian Heinrich Friedrich Peters (1813–1890).. Poimenovan je po Antigoni iz grške mitologije.

## Značilnosti
Asteroid Antigona obkroži Sonce v 4,86 letih. Njegova tirnica ima izsrednost 0,213, nagnjena pa je za 12,218° proti ekliptiki. Njegov premer je približno 125,0 km, okrog svoje osi pa se zavrti v 4,96 ure.
Opazovanja z radarjem so pokazala, da je sestavljen v glavnem iz zlitine železa in niklja. Verjetno izvira iz jedra telesa, ki je podobno asteroidu 4 Vesta. Te vrste teles imajo razslojeno notranjost.

## Naravni sateliti
V letu 1979 so na osnovi svetlobnih krivulj poročali o verjetnem naravnem satelitu. Na osnovi modelov pa so ugotovili, da ima asteroid Antigona precej pravilno obliko.